# Арес Боргезе
Арес Боргезе — римская статуя времён ранней империи высотой 211 см из собрания Боргезе, в 1807 году приобретённая Наполеоном для Лувра. Характерный шлем и ножной браслет (подарок Афродиты) указывают на то, что изображён бог войны, — большая редкость, поскольку его культ не был распространён в древности. Это копия греческой бронзовой статуи, датируемой V веком до н. э. и одно время приписывавшейся Алкамену.